# Triplophyllum varians
Triplophyllum varians là một loài thực vật có mạch trong họ Dryopteridaceae. Loài này được (T. Moore) Holttum miêu tả khoa học đầu tiên năm 1986.